# Hiram L. Fong
Hiram L. Fong (Honolulu, 1906. október 15. – Kahaluu, 2004. augusztus 18.) az Amerikai Egyesült Államok szenátora (Hawaii, 1959–1977).